# Gentile Bellini

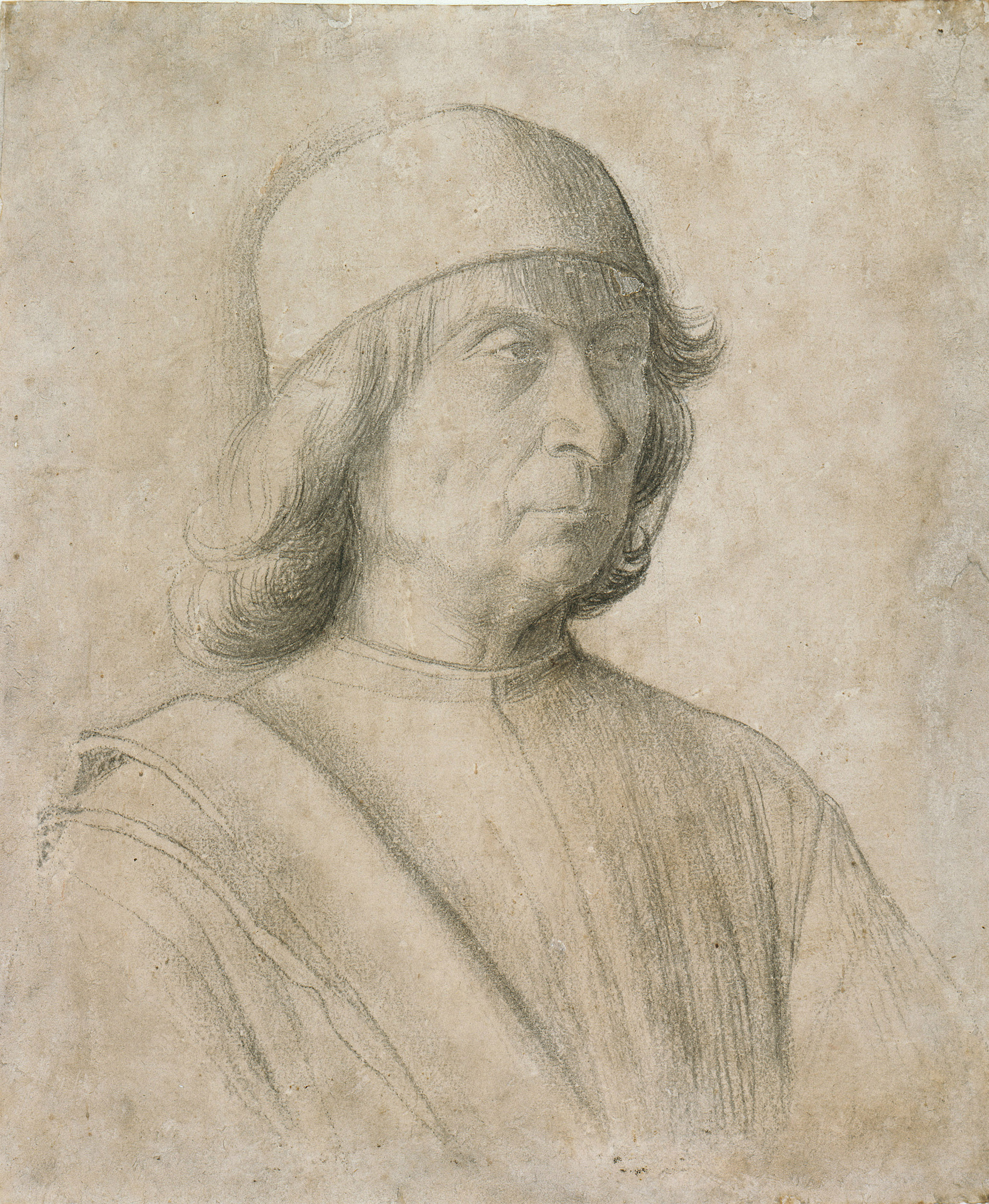
Självporträtt

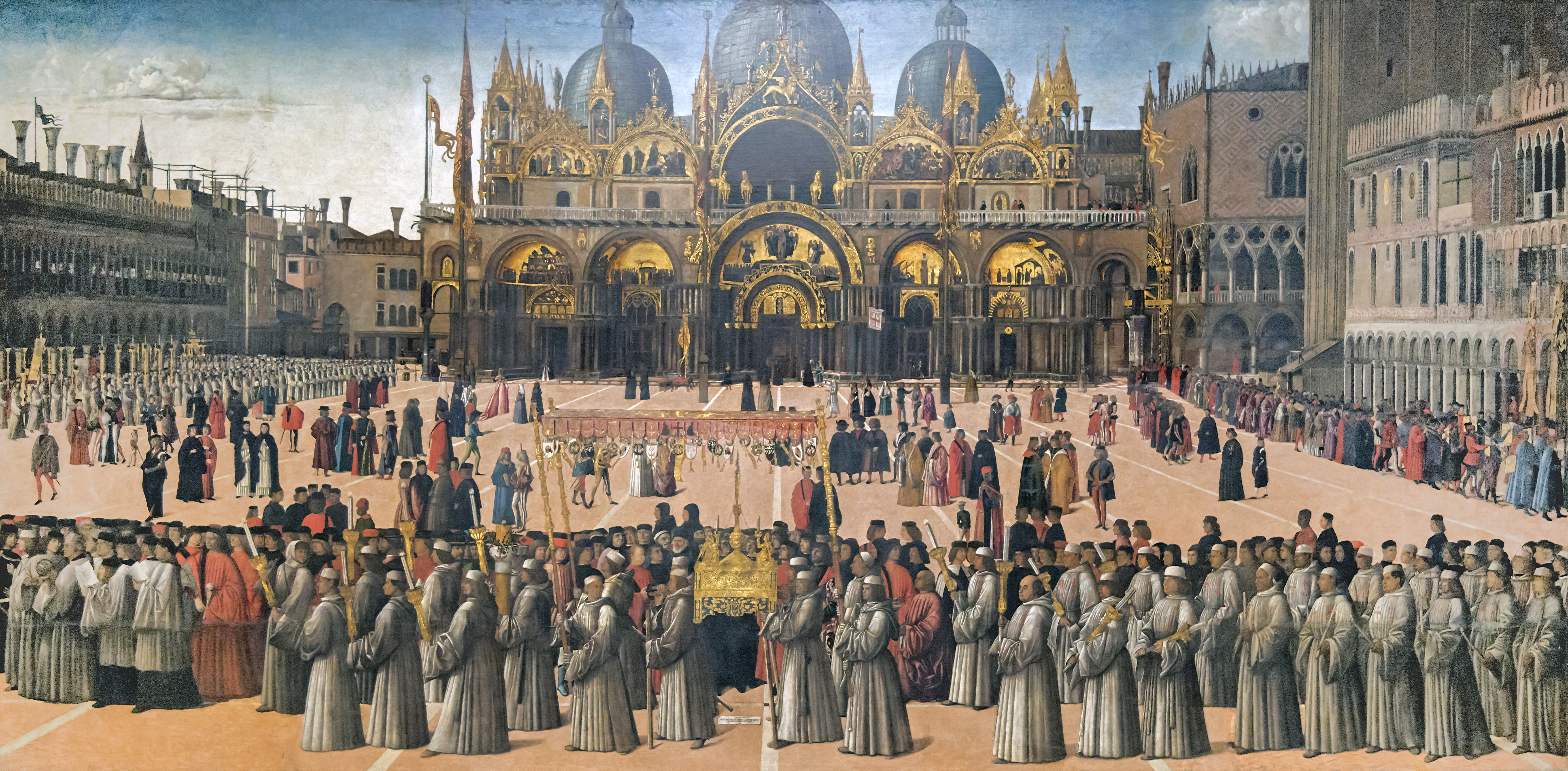
Processionen på Markusplatsen

Gentile Bellini, född omkring 1429 och död 23 februari 1507, var en venetiansk konstnär.
Gentile var son till Jacopo Bellini, bror till Giovanni Bellini och svåger till  Andrea Mantegna.
Bellini stod huvudsakligen kvar på quattrocentos konstuppfattning, och var på inget sätt banbrytande. Däremot hade han en god förmåga till teckning och noggrannhet i återgivandet av färger och dräktdetaljer som gör hans bilder kulturhistoriskt intressanta. Han njöt i samtiden högt anseende och utförde liksom brodern flera viktiga arbeten för staden Venedig, vilka idag till stora delar är förstörda. År 1479 vistades han som porträttmålare i Konstantinopel, och utförde ett porträtt av Mehmet II. Bland hans främsta verk märks Det heliga korsets under och Processionen på Markusplatsen 1496, samt Aposteln Markus predikan, som fullbordades av brodern.